# Pup Rock
Der Pup Rock ist ein Klippenfelsen mit 200 m Durchmesser vor der Fallières-Küste des Grahamlands auf der Antarktischen Halbinsel. In der Rymill Bay liegt er zwischen den Refuge Islands und den Tiber Rocks.
Der US-amerikanische Geologe Robert Leslie Nichols (1904–1995) entdeckte ihn im Zuge der Ronne Antarctic Research Expedition (1947–1948) und benannte ihn als Three Pup Island (englisch für Drei-Welpen-Insel). Das UK Antarctic Place-Names Committee kürzte diese Benennung 1962 bei gleichzeitiger Anpassung an den Objekttyp aus Gründen der Bequemlichkeit.